# Мемориал жертвам фашизма (Шахты)
Мемориал жертвам фашизма — памятник в городе Шахты Ростовской области.

## История
Город Шахты в годы Великой Отечественной войны был оккупирован гитлеровскими войсками с 22 июля 1942 г. по 12 февраля 1943 г. Фашисты стали устанавливать в городе свои порядки, но горожане сопротивлялись. Оккупанты хотели быстро восстановить угольную промышленность в городе, но горняки активно сопротивлялись. Тогда фашисты стали арестовывать целые семьи горняков. Братской могилой им стал шурф шахты имени Красина. Горожан приводили на специально оборудованную площадку и расстреливали, а многих сбрасывали в шахту живыми. 5 октября 1942 года был арестован один из руководителей Шахтинского подполья Клименко Иван Тимофеевич. Фашисты привели его к шурфу шахты, чтобы казнить. Но он гордо сказал оккупантам «Все равно победа будет за Красной Армией!» Иван Тимофеевич схватил фашиста и бросился вместе с ним в ствол шахты. Такой же подвиг совершила и подпольщица Ольга Андреевна Мешкова. Зимой 1942 года она тайно пришла домой, чтобы навестить детей. Но ее выследили и схватили гестаповцы. Перед расстрелом один из гестаповцев хотел снять с нее пуховый платок. Но Ольга схватила карателя и вместе с ним сбросилась в шурф шахты. Сейчас её имя носит Дворец культуры в посёлке Октябрьской революции (ул. Михайлова, 23). Более 3500 горожан были сброшены в ствол шахты имени Красина за время оккупации.
10 марта 1943 года было принято постановление об увековечении памяти патриотов-шахтинцев. На месте трагических событий у ствола шахты имени Красина был установлен первый памятник жертвам фашизма. Это была деревянная пирамида со звездой. в 1959 году на его месте появился обелиск (автор С. Ф. Комаров), а в 1975 году в честь 30-летия Победы был сооружен Мемориал жертвам фашизма. Право зажечь Вечный огонь было предоставлено дочери О. А. Мешковой — А. С. Сидельниковой и сыну шахтинского подпольщика Н. И. Гудкова — Николаю Гудкову.

## Описание
В центре мемориала — 8-метровая фигура скорбящего шахтёра, который находится между двумя обелисками. Обелиски символизируют террикон шахты. В руках шахтера чаша с Вечным огнём, которая поднята ввысь. Слева от скульптурной группы — стена захоронения. В ее нишах находятся шахтёрские каски. Здесь же — надгробная плита памяти жертвам фашизма, выполненная из чёрного лабрадорита.
Авторы мемориала — ростовский архитектор Р. А. Муродян и скульптор И. И. Резниченко.
Мемориальный комплекс Жертвам фашизма — одна из самых больших братских могил на территории Восточного Донбасса.